# Shingo Doi
Shingo Doi (Japans: 土井槙悟, Doi Shingo) (Memuro, 23 augustus 1983) is een voormalig Japans langebaanschaatser, die gespecialiseerd was op de 1500 meter.
Op 17-jarige leeftijd won hij het WK Junioren in Groningen. Bij de senioren is hij nooit helemaal doorgebroken. Daarnaast heeft hij enkele jaren deel uitgemaakt van de Japanse achtervolgingsploeg.

## Records

### Persoonlijk records
| Afstand      | Tijd     | Datum            | Baan    |
| ------------ | -------- | ---------------- | ------- |
| 500 meter    | 35,60    | 12 maart 2008    | Calgary |
| 1000 meter   | 1.10,01  | 16 maart 2008    | Calgary |
| 1500 meter   | 1.46,56  | 13 maart 2008    | Calgary |
| 3000 meter   | 3.49,25  | 16 maart 2001    | Calgary |
| 5000 meter   | 6.33,71  | 13 november 2005 | Calgary |
| 10.000 meter | 14.29,67 | 16 december 2001 | Nagano  |

### Wereldrecords
| Nr.  | Afstand                    | Tijd    | Datum         | Baan    |
| ---- | -------------------------- | ------- | ------------- | ------- |
| jr1. | 1500 meter (junioren)      | 1.47,33 | 17 maart 2001 | Calgary |
| jr2. | Kleine vierkamp (junioren) | 151,258 | 17 maart 2001 | Calgary |

## Resultaten
| Jaar | WK Afstanden               | Olympische Spelen          | Wereldbeker | WK Junioren        |
| ---- | -------------------------- | -------------------------- | ----------- | ------------------ |
| 2001 |                            |                            |             | Goud               |
| 2002 |                            |                            |             | 7e · achtervolging |
| 2003 |                            |                            |             | 4e · achtervolging |
| 2004 |                            |                            | 41e 1500m   |                    |
| 2005 |                            |                            |             |                    |
| 2006 |                            |                            |             |                    |
| 2007 | 20e 1500m 4e achtervolging |                            | 35e 1500m   |                    |
| 2008 |                            |                            |             |                    |
| 2009 |                            |                            |             |                    |
| 2010 |                            | 30e 1500m 8e achtervolging |             |                    |

### Medaillespiegel
| Kampioenschap | Goud | Zilver | Brons |
| ------------- | ---- | ------ | ----- |
| WK Junioren   | 2    | 1      | 0     |